# پری دریایی کوچولو (فیلم ۱۹۸۹)
پری دریایی کوچولو (به انگلیسی: The Little Mermaid) یک فیلم پویانمایی موزیکال فانتزی آمریکایی محصول سال ۱۹۸۹ (۱۳۶۸ خورشیدی) است که توسط استودیو انیمیشن والت دیزنی تولید و توسط والت دیزنی پیکچرز منتشر شده‌است. این بیست و هشتمین فیلم پویانمایی بلند دیزنی است که بر پایهٔ داستان پریان دانمارکی به همین نام از سال ۱۸۳۷ اثر هانس کریستیان آندرسن ساخته شده‌است. این فیلم توسط جان ماسکر و ران کلمنتس نوشته و کارگردانی شد و ماسکر و هاوارد اشمن تهیه‌کنندهٔ آن بودند و همین‌طور ترانه‌های فیلم را با آلن منکن نوشتند. آهنگسازی این فیلم نیز برعهدهٔ آلن منکن بوده‌است. صداپیشگان این فیلم جودی بنسون، کریستوفر دانیال بارنز، پت کرول، ساموئل رایت، جیسون مارین، کنت مارس و بادی هکت هستند. داستان فیلم دربارهٔ «پرنسس آریل»، یک شاهدخت پری دریایی ۱۶ ساله است که شیفتهٔ انسان‌ها و دنیای بالای آب است و رؤیای انسان‌شدن را در سر می‌پروراند؛ آریل عاشق شاهزاده‌ای انسان به نام «اِریک» می‌شود و در یک معاملهٔ جادویی با جادوگر دریایی «اورسولا»، به شکل انسان درمی‌آید تا با او باشد.
والت دیزنی قصد داشت داستان این فیلم را در کنار داستان‌های دیگر آندرسن در قالب یک مجموعهٔ فیلم پیشنهادی قرار دهد، اما پروژه را کنار گذاشت. در سال ۱۹۸۵، کلمنتس و ماسکر در حین کار روی کارآگاه موش بزرگ (۱۹۸۶)، تصمیم گرفتند از این افسانه اقتباس کنند و به جفری کاتزنبرگ، رئیس استودیو دیزنی، اطلاع دادند؛ کاتزنبرگ در آغاز به دلیل شباهت‌های داستان به دنبالهٔ پیشنهادی برای فیلم شلپ شلوپ (۱۹۸۴) این پیشنهاد را نپذیرفت، اما سرانجام آن را تأیید کرد. اشمن مشغول پروژه شد و منکن را استخدام کرد. آن‌ها با نظارت کاتزنبرگ اثری به سبک برادوی با قطعات موسیقی از کارکنانی که در حال کار بر روی الیور و دوستان (۱۹۸۸) بودند، ساختند. کاتزنبرگ هشدار داد که فیلم از آنجایی که بیشتر برای زنان جذاب است فروش کمتری خواهد داشت، اما او در نهایت متقاعد شد که این فیلم نخستین بلاکباستر دیزنی خواهد بود.
پری دریایی کوچولو در ۱۷ نوامبر ۱۹۸۹ (۲۶ آبان ۱۳۶۸) در سینماها اکران شد و مورد تحسین منتقدان قرار گرفت و برای پویانمایی، موسیقی و شخصیت‌هایش تحسین شد. این فیلم همچنین یک موفقیت تجاری بود که در طول نخستین اکران خود ۸۴ میلیون دلار در گیشه ایالات متحده و کانادا، و ۲۳۵ میلیون دلار در گیشهٔ جهانی به دست آورد. پس از موفقیت بزرگ هر دو فیلم پویانمایی کارآگاه موش بزرگ (۱۹۸۶) و فیلم لایو اکشن/پویانمایی چه کسی برای راجر رابیت پاپوش دوخت؟ (۱۹۸۸) پری دریایی کوچولو امیدی را برای جان‌بخشیدن به فیلم‌های بلند پویانمایی تئاتری دیزنی بخشید زیرا برخی از فیلم‌هایی که تولیدشده توسط دیزنی با مشکلاتی مواجه شده بودند. این فیلم همچنین به عنوان نخستین فیلم از دوران رنسانس دیزنی شناخته می‌شود. این فیلم برندهٔ جایزه اسکار بهترین موسیقی فیلم و جایزه اسکار بهترین ترانه (برای ترانهٔ «زیر دریا») شد.
موفقیت پری دریایی کوچولو منجر به ایجاد یک فرنچایز چندرسانه‌ای شد؛ یک دنبالهٔ ویدیویی در سال ۲۰۰۰ منتشر شد که بر روی «ملودی»، دختر آریل تمرکز داشت. علاوه بر آن یک فیلم پیش‌درآمد در سال ۲۰۰۸ منتشر شد. این فیلم از روی کتابی اثر داگ رایت به یک موزیکال روی صحنه اقتباس شد، و ترانه‌های اضافی از آلن منکن و ترانه‌سرای جدید، گلن اسلیتر، در ژوئیه ۲۰۰۷ در دنور اکران شدند و اجراهای تئاتری برادوی در ۱۰ ژانویه ۲۰۰۸، با بازی سیرا بوگس انجام شدند. از این فیلم همچنین یک نمایش موزیکال زنده در سال ۲۰۱۹ به عنوان بخشی از دنیای شگفت‌انگیز دیزنی از ای‌بی‌سی پخش شد، و یک فیلم لایواکشن با همین نام به کارگردانی راب مارشال با بازی هلی بیلی در نقش آریل برای انتشار در ۲۶ مه ۲۰۲۳ برنامه‌ریزی شده‌است.

## داستان
پرنسس آریل شانزده ساله یک پری دریایی است که از زندگی زیر آب در پادشاهی آتلانتیکا، یک پادشاهی فانتزی در اقیانوس اطلس، ناراضی است اما مجذوب دنیای انسانی است. آریل با بهترین دوستش فلوندر، مصنوعات انسانی را در غار خود جمع‌آوری می‌کند. او هشدارهای پدرش، پادشاه تریتون، فرمانروای آتلانتیکا، مبنی بر ممنوع بودن تماس بین انسان‌ها و پری‌های دریایی را نادیده می‌گیرد و یک شب با فلوندر و سباستین، خرچنگی که به عنوان مشاور تریتون و آهنگساز دربار خدمت می‌کند، به سطح اقیانوس سفر می‌کند تا جشن تولد شاهزاده اریک را تماشا کند. آریل پس از مدتی تماشای اریک عاشق او می‌شود. ناگهان یک طوفان سهمگین از راه می‌رسد، کشتی اریک را خراب می‌کند و او را به آب می‌اندازد. آریل اریک را نجات می‌دهد و او را به ساحل می‌آورد. او برای وی آواز می‌خواند اما درست زمانی که اریک به هوش می‌آید آریل آنجا را ترک می‌کند تا کشف نشود. اریک که مجذوب خاطرهٔ صدای او شده‌است، عهد می‌بندد که دختری که او را که نجات داده و برای او آواز خوانده‌است، را پیدا کند و آریل قول می‌دهد راهی برای پیوستن به او در دنیای خود بیابد. تریتون با کشف تغییری در رفتار آریل، از سباستین دربارهٔ رفتار او سؤال می‌کند و از عشق او نسبت به اریک مطلع می‌شود. تریتون خشمگین شده و به غار آریل سفر می‌کند و مجموعه آثار باستانی او را در تلاشی نادرست برای محافظت از او نابود می‌کند. پس از خروج تریتون، دو مارماهی به نام‌های فلوتسام و جتسام، آریل را متقاعد می‌کنند تا به دیدار اورسولا، جادوگر دریا برود.
اورسولا با آریل قرارداد می‌بندد تا او را در ازای صدایش، که آن را در پوستهٔ ناتیلوس قرار می‌دهد، به مدت سه روز به یک انسان تبدیل کند. در طول این سه روز، آریل باید «بوسهٔ عشق واقعی» خود را از اریک دریافت کند. اگر آریل از اریک بخواهد او را ببوسد، او برای همیشه یک انسان باقی می‌ماند در غیر این صورت، او دوباره به یک پری دریایی تبدیل می‌شود و به اورسولا تعلق می‌گیرد. آریل می‌پذیرد و سپس پاهای انسانی به او اعطا می‌شود و توسط فلاندر و سباستین به بالای آب می‌آید. اریک، آریل را در ساحل پیدا می‌کند و او را به قلعهٔ خود می‌برد، غافل از اینکه او همان کسی بود که او را قبلاً نجات داده‌بود. آریل وقت خود را با اریک می‌گذراند و در پایان روز دوم تقریباً آنها را یکدیگر را می‌بوسند اما فلوتسام و جتسام آنها را منحرف می‌کنند. اورسولا که از موفقیت نزدیک آریل خشمگین است، خود را به شکل یک زن جوان زیبا به نام ونسا درمی‌آورد و در خشکی ظاهر می‌شود که با صدای آریل آواز می‌خواند. اریک آهنگ را می‌شناسد و اورسولا که حال به ونسا متحول شده‌است، در لباس مبدلش یک جادوی هیپنوتیزمی بر اریک می‌اندازد تا او آریل را فراموش کند.
آریل روز بعد متوجه می‌شود که اریک با ونسا ازدواج خواهد کرد. اسکاتل، مرغ دریایی که زمانی که آریل یک پری دریایی بود به او اطلاعات نادرستی از فرهنگ بشری می‌داد، هویت واقعی ونسا را کشف می‌کند و به آریل اطلاع می‌دهد و او بلافاصله به دنبال کشتی عروسی می‌رود. سباستین به تریتون اطلاع می‌دهد و اسکاتل با کمک حیوانات دریایی مختلف مراسم عروسی را به هم می‌زنند. در هرج و مرج، پوستهٔ ناتیلوس دور گردن اورسولا از بین می‌رود و صدای آریل را بازیابی می‌کند و افسون اورسولا را بر اریک می‌شکند. اریک با درک اینکه آریل دختری است که زندگی او را نجات داده‌بود، عجله می‌کند تا او را ببوسد، اما خورشید غروب می‌کند و آریل دوباره به یک پری دریایی تبدیل می‌شود و ونسا به شکل واقعی خود یعنی اورسولا تبدیل می‌شود. سپس اورسولا آریل را می‌رباید. تریتون با اورسولا روبرو می‌شود و خواستار آزادی آریل می‌شود، اما این معامله تخلف‌ناپذیر است. تریتون به اصرار اورسولا موافقت می‌کند که جای آریل را به عنوان زندانی اورسولا را بگیرد و نیزهٔ سه‌شاخه خود را رها کند. آریل آزاد می‌شود زیرا تریتون به پولیپ تبدیل می‌شود و قدرت خود را بر آتلانتیکا از دست می‌دهد. اورسولا خود را ملکهٔ هفت دریا اعلام می‌کند، اما پیش از اینکه بتواند از نیزهٔ سه‌شاخه استفاده کند، اریک با یک هارپون مداخله می‌کند. اورسولا سعی می‌کند اریک را بکشد، اما آریل مداخله می‌کند و باعث می‌شود اورسولا ناخواسته فلوتسام و جتسام را بکشد. اورسولای خشمگین از نیزهٔ سه‌شاخه استفاده می‌کند تا به اندازهٔ یک هیولا بزرگ شود.
آریل و اریک درست پیش از اینکه اورسولا از کنار آنها بگذرد و بر فراز آنها بنشیند دوباره در بالای آب ظاهر می‌شوند. اورسولا سپس کنترل کامل تمام اقیانوس را به دست می‌آورد با ایجاد یک طوفان، کشتی‌های غرق شده را به سطح می‌آورد. درست زمانی که اورسولا می‌خواهد آریل را بکشد، اریک یک کشتی شکسته را فرماندهی می‌کند و اورسولا را با ضربه‌زدن به ستون کمانش به چوب می‌کشد. با مرگ اورسولا، تریتون و سایر پولیپ‌های باغ اورسولا به شکل نخستین خود بازمی‌گردند. تریتون با درک اینکه آریل واقعاً اریک را دوست دارد، با کمال میل او را از یک پری دریایی به یک انسان تبدیل می‌کند و ازدواج او با اریک را تأیید می‌کند. آریل و اریک در یک کشتی ازدواج می‌کنند و در حالی که تمام دوستان و خانوادهٔ آریل آن‌ها را تماشا می‌کنند، حرکت می‌کنند.

## صداپیشه‌ها
- جودی بنسون در نقش پرنسس آریل، پرنسس ۱۶ ساله پری دریایی آتلانتیکا که شیفته انسان‌ها، به ویژه شاهزاده اریک است.[۱۴]
  - بنسون همچنین صداپیشگی ونسا، دیگر خود و مبدل انسانیِ اورسولا را بر عهده دارد.
- کریستوفر دانیل بارنز در نقش شاهزاده اریک، یک شاهزاده انسانی که توسط آریل نجات می‌یابد و مصمم است او را پیدا کند و با او ازدواج کند.[۱۵]
- پت کرول در نقش اورسولا، یک جادوگر دریایی که صدای آریل را در ازای پاهای انسانی می‌گیرد و مصمم است تلاش‌های او برای واداشتن اریک به عشق او را خراب کند.[۱۵]
- کنت مارس در نقش پادشاه تریتون، پدر آریل و حاکم آتلانتیکا که نسبت به انسان‌ها تعصب دارد.[۱۵]
- ساموئل ای. رایت در نقش سباستین، یک خرچنگ قرمز رنگ ترینیدادی که به عنوان مشاور و آهنگساز دربار پادشاه تریتون خدمت می‌کند.[۱۵]
- جیسون مارین در نقش فلوندر، یک ماهی استوایی زرد و بهترین دوست آریل.[۱۵]
- بادی هکت در نقش اسکاتل، مرغ دریایی که شیفتگی آریل را نسبت به انسان‌ها به اشتراک می‌گذارد و به او «چیزهای انسانی» می‌آموزد.[۱۵]
- پدی ادواردز در نقش فلوتسام و جتسام، مارماهی سبز همزیست و حیوان خانگی موذی اورسولا.[۱۵]
- بن رایت در نقش سر گریمزبی، مباشر وفادار اریک. رایت در فیلم‌های قبلی دیزنی نقش شخصیت‌هایی مانند راجر رادکلیف در صد و یک سگ خالدار و راما را در کتاب جنگل بازی کرده بود.[۱۵] این آخرین نقش او بود. او چهار ماه قبل از انتشار فیلم درگذشت.
- ادی مک‌کلورگ در نقش کارلوتا، خدمتکار اریک.[۱۵]
- ویل رایان در نقش هارولد، اسب دریایی و منادی تریتون.[۱۵]
- رنی اوبرژنوا در نقش سرآشپز لوئیس، سرآشپز دیوانه اریک که سعی می‌کند سباستین را بپزد، اما شکست می‌خورد.[۱۵]

## انتشار
این فیلم ابتدا در ۱۷ نوامبر ۱۹۸۹ منتشر شد و پس از آن در ۱۴ نوامبر ۱۹۹۷ اکران مجدد شد. دیزنی پس از موفقیت در انتشار مجدد سه‌بعدی شیرشاه اعلام کرد که نسخهٔ سه‌بعدی پری دریایی کوچولو برای ۱۳ سپتامبر ۲۰۱۳ برنامه‌ریزی شده‌است، اما این پروژه در ۱۴ ژانویه ۲۰۱۳ به دلیل اجراهای نامطلوب دیگر بازنشرهای سه‌بعدی دیزنی تا اطلاع ثانوی لغو شد. نسخهٔ سه‌بعدی به جای آن بر روی دیسک بلوری منتشر شد، اما در تئاتر ال کاپیتان از سپتامبر تا اکتبر ۲۰۱۳ نقش محدودی را ایفا کرد. در ۲۰ سپتامبر ۲۰۱۳، پری دریایی کوچولو شروع به اجرا در سالن‌های منتخب کرد که در آن مخاطبان می‌توانستند آی‌پد بیاورند و از اپلیکیشنی به نام «Second Screen Live» استفاده کنند. ای‌ام‌سی این فیلم را از ۶ تا ۱۲ سپتامبر ۲۰۱۹ به نمایش گذاشت. این فیلم همچنین خارج از رقابت در جشنواره فیلم کن ۱۹۹۰ به نمایش درآمد.

### رسانه خانگی
در یک حرکت غیر معمول و بحث‌برانگیز در آن زمان برای یک فیلم پویانمایی جدید دیزنی، پری دریایی کوچولو شش ماه پس از انتشار به عنوان بخشی از سری کلاسیک‌های والت دیزنی به عنوان فیلم ویدئویی در قالب‌های وی‌اچ‌اس، لیزردیسک، بتامکس و ویدئوی ۸ میلی‌متری در ۱۸ مه ۱۹۹۰ منتشر شد. قبل از پری دریایی کوچولو، تنها تعدادی از کاتالوگ فیلم‌های انیمیشن دیزنی به صورت ویدیویی خانگی منتشر شده بود، زیرا این شرکت می‌ترسید که رویه سودآور خود را برای انتشار مجدد هر فیلم هر چند سال یکبار به هم بزند. پری دریایی کوچولو با بیش از ۱۰ میلیون واحد فروش (شامل ۷ میلیون در ماه اول) و ۱۳ میلیون واحد تا اکتبر ۱۹۹۳، پرفروش‌ترین عنوان آن سال در ویدیوهای خانگی شد. انتشار ویدیوی خانگی، همراه با فروش باکس آفیس و اجناس، به درآمد کلی ۱ میلیارد دلاری پری دریایی کوچک کمک کرد. این موفقیت باعث شد که پویانمای‌های بعدی دیزنی به‌جای تأخیر چندین ساله، به‌زودی پس از پایان اکران خود به‌صورت ویدیوی خانگی منتشر شوند، و «پری دریایی کوچک» را تبدیل به اولین پویانمایی دیزنی کرد که یک سال پس از اکران در سینما به‌صورت ویدیوی خانگی منتشر شد.

## بازخورد
جفری کاتزنبرگ در اوایل تولید به کلمنتس، ماسکر و کارکنان آنها هشدار داد و به آنها گفت که از آنجایی که پری دریایی کوچولو یک «فیلم دخترانه» است، درآمد کمتری در گیشه نسبت به الیور و دوستان خواهد داشت که بزرگترین موفقیت گیشه از دیزنی در یک دهه گذشته بوده‌است. با این حال، زمانی که فیلم به پایان نزدیک‌تر می‌شد، کاتزنبرگ متقاعد شده بود که پری دریایی کوچولو موفق خواهد بود و اولین پویانمایی بلند خواهد بود که بیش از ۱۰۰ میلیون دلار در اکران اولیه خود درآمد خواهد داشت و تبدیل به یک فیلم «بلاک‌باستر» می‌شود.
پری دریایی کوچولو در طول اکران اصلی خود در سال ۱۹۸۹ در باکس آفیس آمریکای شمالی ۸۴٫۴ میلیون دلار به دست آورد، که کمتر از انتظارات کاتزنبرگ بود، اما ۶۴ درصد بیشتر از اولیور و دوستان درآمد داشت و تبدیل به فیلم پویانمایی با بالاترین درآمد از اکران اولیه شد. این فیلم در ۱۴ نوامبر ۱۹۹۷، همزمان با آناستازیا، یک پویانمایی بلند دان بلات برای فاکس انیمیشن، دوباره منتشر شد. انتشار مجدد ۲۷٫۲ میلیون دلار به ارمغان آورد. این فیلم در خارج از ایالات متحده نیز ۱۲۳ میلیون دلار در بین هر دو اکران فروش داشته که در مجموع ۲۳۵ میلیون دلار از گیشه بین‌المللی به دست آورد.

### پاسخ انتقادی
در وبگاه جمع‌آوری نقد راتن تومیتوز، ٪۹۳ از ۷۱ بررسی منتقدان مثبت است و میانگینِ امتیاز آن ۸٫۲/۱۰ است. اجماع این وبگاه چنین می‌نویسد: «پری دریایی کوچولو دوران طلایی جدیدی را برای صنعت پویانمایی دیزنی با شخصیت‌های با دست کشیده‌شده و سکانس‌های موسیقی گرم و جذاب آغاز کرد.» این فیلم در متاکریتیک که از میانگین وزنی استفاده می‌کند، بر اساس نظر ۲۴ منتقدین امتیاز ۸۸ از ۱۰۰ را کسب کرده که نشان‌گر «تحسین همگانی» است.
در آوریل ۲۰۰۸ – ۱۹ سال پس از اکران اولیه فیلم در سال ۱۹۸۹ – کاربران یاهو! پری دریایی کوچولو را به عنوان شماره ۱۴ در بین ۳۰ فیلم برتر انیمیشن تاریخ انتخاب کردند. در ژوئن همان سال، این فیلم در فهرست باقی ماند اما شش جایگاه را از دست داد و در رتبه بیستم قرار گرفت. (فقط سه پویانمایی سنتی دیگر انیمیشن دیزنی - علاءالدین، دیو و دلبر، و شیرشاه، به ترتیب - در نظرسنجی حتی پس از به‌روزرسانی امتیاز بالاتری از آن کسب کردند) در سال ۲۰۱۱، مجله ریچارد کورلیس از تایم آن را به عنوان یکی از «۲۵ بهترین فیلم‌های پویانمایی تاریخ» معرفی کرد.

### جوایز
در ژانویه ۱۹۹۰، پری دریایی کوچولو سه نامزدی جایزه اسکار را به خود اختصاص داد و اولین انیمیشن دیزنی بود که پس از نجات‌دهندگان در سال ۱۹۷۷ نامزد جایزه اسکار شد. این فیلم برنده دو جایزه جایزه اسکار بهترین موسیقی فیلم و جایزه اسکار بهترین ترانه («زیر دریا») شد. این فیلم همچنین چهار نامزدی گلدن گلوب از جمله بهترین فیلم کمدی یا موزیکال را به دست آورد و جوایز بهترین ترانه غیراقتباسی («زیر دریا») و بهترین موسیقی متن را به دست آورد.
علاوه بر گیشه و موفقیت انتقادی خود فیلم، آلبوم موسیقی متن فیلم دو جایزه در سی و سومین دوره جوایز گرمی در سال ۱۹۹۱ به دست آورد: جایزه گرمی برای بهترین آلبوم برای کودکان و بهترین آهنگ نوشته شده به‌طور خاص برای یک فیلم سینمایی یا تلویزیونی («زیر دریا»). با موفقیت فیلم و جوایز اسکار، گلدن گلوب و گرمی، در سپتامبر ۱۹۹۰ توسط انجمن صنعت ضبط آمریکا برای محموله‌های دو میلیون نسخه از آلبوم موسیقی متن گواهینامه دوبل پلاتین دریافت کرد که برای یک فیلم پویانمایی در سال ۱۹۹۰ یک شاهکار بی‌سابقه بود. تا به امروز، موسیقی متن شش بار گواهی پلاتین دریافت کرده‌است.
پری دریایی کوچولو برندهٔ جایزه اسکار بهترین موسیقی فیلم و همچنین جایزه اسکار بهترین ترانه برای آلن منکن و هوارد اشمن برای «زیر دریا» شد که توسط ساموئل ای رایت در صحنه‌ای به یادماندنی خوانده شد. ترانهٔ دیگری از این فیلم به نام «دختر را ببوس» نامزد دریافت جایزه شد اما به «زیر دریا» شکست خورد. این فیلم همچنین برنده دو گلدن گلوب برای بهترین موسیقی متن و همچنین بهترین ترانه غیراقتباسی برای «زیر دریا» شد. همچنین در دو بخش دیگر نامزد شد، بهترین فیلم کمدی یا موزیکال و یکی دیگر از بهترین ترانه غیراقتباسی. منکن و اشمن همچنین در سال ۱۹۹۱ جایزه گرمی را برای بهترین آهنگ نوشته شده به‌طور خاص برای فیلم یا تلویزیون برای «زیر دریا» دریافت کردند.
این فیلم توسط انستیتوی فیلم آمریکا در این فهرست‌های زیر شناخته شده‌است:
- ۲۰۲۲: ۱۰۰ سال… ۱۰۰ اشتیاق به انتخاب بفا - نامزد[۴۴]
- ۲۰۰۳: ۱۰۰ سال… ۱۰۰ قهرمان و شرور به انتخاب بفا:
  - اورسولا - نامزد شخصیت شرور[۴۵]
- ۲۰۰۴: ۱۰۰ سال… ۱۰۰ ترانه به انتخاب بفا:
  - «زیر دریا» - نامزد[۴۶]
- ۲۰۰۶: بهترین موزیکال فیلم بفا - نامزد[۴۷]
- ۲۰۰۸: ۱۰ فیلم برتر در ۱۰ ژانر به انتخاب بفا:
  - نامزد فیلم پویانمایی[۴۸]

## جنجال‌ها
پس از انتشار نسخهٔ وی‌اچ‌اس پوستر این فیلم ساختاری را با شکل عجیب و غریب بر روی قلعه‌اش نشان می‌داد که بسیار شبیه به یک آلت تناسلی انسان بود و بحث و جدل در مورد این اثر هنری به وجود آمد. دیزنی و طراح جلد اصرار دارند که این یک تصادف بوده‌است و با عجله در اواخر شب برای تکمیل اثر هنری جلد جدید برای فیلم کار را آغاز کردند. آن شکل روی جلد نسخه دوم فیلم ظاهر نمی‌شود.
ادعای دیگر این است که به نظر می‌رسد روحانی که مراسم عروسی بین اریک و اورسولا را بر عهده دارد (دومی با نام ونسا مبدل شده‌است) در حال نعوظ است. شی مورد نظر در واقع زانوی مرد کوتاه پا است.
مجموع این حوادث باعث شد که یک زن از آرکانزاس در سال ۱۹۹۵ علیه شرکت والت دیزنی شکایت کند، اگرچه او دو ماه بعد از این شکایت صرف نظر کرد.

## میراث
پری دریایی کوچولو که اولین افسانه پویانمایی دیزنی پس از زیبای خفته (۱۹۵۹) بود، به دلایل زیادی یک فیلم مهم در تاریخ پویانمایی است. این فیلم در ایجاد مجدد فیلم‌های بلند پویانمایی به عنوان یک سرمایه‌گذاری سودآور برای شرکت والت دیزنی نقش اساسی داشت، زیرا پارک‌های موضوعی، تولیدات تلویزیونی و خصیصه‌های لایو اکشن این شرکت از دهه ۱۹۵۰ بر خروجی پویانمایی سایه انداخته بودند. پری دریایی کوچولو دومین فیلم پس از الیور و دوستان بود که پس از اقدام دیزنی برای گسترش بخش پویانمایی‌هایش پس از فیلم موفق پویانمایی/لایواکشن چه کسی برای راجر رابیت پاپوش دوخت؟ تولید شد و اولین پویانمایی بزرگ گیشه و موفقیتی در بین منتقدان از زمان نجات‌کنندگان در سال ۱۹۷۷ شد. انیمیشن بلند والت دیزنی در نتیجهٔ فیلم پری دریایی کوچولو و گسترش بیشتری یافت و باعث ساخت فیلم‌های موفقیت‌آمیز دیگری از جمله دیو و دلبر (۱۹۹۱)، علاءالدین (۱۹۹۲) و شیر شاه (۱۹۹۴) شد. تعداد کارکنان از ۳۰۰ نفر در سال ۱۹۸۸ به ۲۲۰۰ نفر در سال ۱۹۹۹ افزایش یافت.
علاوه بر این، پری دریایی کوچولو یک فرمت استاندارد را برای فیلم‌های موزیکال پویانمایی بعدی دیزنی ایجاد کرد. اکثر محبوب‌ترین فیلم‌های پویانمایی دیزنی از دهه ۱۹۳۰ به بعد موزیکال بودند، اگرچه نقش موسیقی در فیلم‌ها در دهه‌های ۱۹۷۰ و ۱۹۸۰ بی‌اهمیت شده بود. در سال ۱۹۸۸ قبل از اینکه دیزنی به ساختار سبک برادوی پری دریایی کوچک متعهد شود اولیور و دوستان به عنوان آزمایشی موفقیت‌آمیز به عنوان فرمت دیگری از موسیقی عمل کرد.

### دنباله‌ها
- دنباله‌ای ویدئویی با عنوان پری دریایی کوچولو ۲: بازگشت به دریا در ۱۹ سپتامبر ۲۰۰۰ منتشر شد. داستان روی ملودی دختر آریل متمرکز است که آرزو دارد بخشی از دنیای اقیانوس باشد.
- فیلم پیش‌درآمد ویدئویی با عنوان پری دریایی کوچولو: آغاز آریل در ۲۶ اوت ۲۰۰۸ منتشر شد. داستان قبل از اتفاقات فیلم اصلی است که در آن پادشاه تریتون موسیقی را از آتلانتیکا ممنوع کرده‌است.

### تلویزیون
- مجموعه تلویزیونی پری دریایی کوچولو به عنوان یک پیش‌درآمد بر اساس این فیلم در اواخر سال ۱۹۹۲ در شبکه تلویزیونی سی‌بی‌اس و به دنبال ماجراهای آریل قبل از اتفاقات فیلم به نمایش درآمد. این برنامه در ۳۱ قسمت پخش شد.
- آریل، سباستین، فلوندر، کینگ تریتون، اورسولا، شاهزاده اریک، اسکاتل، گریمزبی و سرآشپز لویی «مهمان» خانه ماوس هستند. اورسولا به عنوان یکی از شرورهای اصلی در خانه خائنان میکی ظاهر می‌شود. آریل، شاهزاده اریک، و اورسولا نیز در فیلم کریسمس جادویی میکی: برف‌زده در خانه ماوس ظاهر می‌شوند.

### پارک‌های موضوعی
- یک قطارسواری ترسناک بر اساس این فیلم، ماجراهای آریل زیر دریا، به ترتیب در سال‌های ۲۰۱۱ و ۲۰۱۲ در دیزنی کالیفرنیا ادونچر در استراحتگاه دیزنی و پادشاهی جادویی در والت دیزنی ورلد افتتاح شد. هر دوی این جاذبه‌ها داستان فیلم را با سوار کردن صحنه‌هایی بر اساس اجراهای مختلف موسیقی فیلم روایت می‌کنند.
- برنامه‌های سرگرمی زنده مختلف بر اساس این فیلم را می‌توان در پارک‌های موضوعی دیزنی در سرتاسر جهان پیدا کرد، از جمله سفر پری دریایی کوچک در استودیوی هالیوود دیزنی و کنسرت کینگ تریتون در توکیو دیزنی سی. لاگون‌لند پری دریایی در توکیو دیزنی‌سی نیز براساس این فیلم ساخته شده‌است.
- آریل همچنین یک شخصیت ملاقات و احوالپرسی است که به عنوان یک پرنسس دیزنی در پارک‌های موضوعی دیزنی در سرتاسر جهان ظاهر می‌شود.

### بازی‌های ویدیویی
جهان پری دریایی کوچولو بارها در مجموعه کینگدم هارتس به نمایش درآمده است. کینگدم هارتس، اولین بازی از این سری، آتلانتیکا را به نمایش می‌گذارد، دنیایی قابل بازی بر اساس این فیلم که آریل را به عنوان یکی از اعضای حزب و همچنین چندین مبارزه با باس علیه اورسولا نشان را می‌دهد. در کینگدم هارتس ۲، آتلانتیکا دوباره به عنوان یک دنیای مینی‌بازی با گیم پلی مبتنی بر ریتم ظاهر می‌شود. اورسولا همچنین در کینگدم هارتس سه‌بعدی: دریم دراپ دیستنس به‌عنوان رئیس آموزش دیده می‌شود و آریل به عنوان یک احضار در کینگدم هارتس ۳ ظاهر می‌شود.

### کامئو
آریل و دیگر پرنسس‌های دیزنی در فیلم ۲۰۱۸ رالف اینترنت را خراب می‌کند به عنوان بازیگر مهمان حضور می‌یابند.

### اقتباس فیلم لایو اکشن
در می ۲۰۱۶، ددلاین هالیوود گزارش داد که دیزنی در مراحل اولیه توسعه برای اقتباس لایو اکشن از این فیلم است. در اوت ۲۰۱۶، اعلام شد که آلن منکن به عنوان آهنگساز فیلم بازخواهد گشت و ترانه‌های جدیدی را در کنار لین-منوئل میرندا خواهد نوشت، که همچنین با مارک پلت تهیه‌کننده فیلم خواهد بود.
لیندزی لوهان، کریس ایوانز و زندایا کهنه‌کارهای استودیو به بازی در این اقتباس ابراز علاقه کردند، در حالی که برخی از طرفداران می‌خواستند آریانا گرانده نقش آریل را بازی کند. در ۲۸ ژوئن ۲۰۱۹، اعلام شد که ملیسا مک‌کارتی در حال مذاکره برای ایفای نقش اورسولا در این فیلم است. ماه بعد، جیکوب ترمبلی (به عنوان صدای فلاندر)، آکوافینا (به عنوان صدای اسکاتل)، هلی بیلی (در نقش آریل) و خاویر باردم (در نقش پادشاه تریتون) به بازیگران پیوستند در حالی که هری استایلز و جک وایت هال در حال بررسی برای نقش شاهزاده اریک بودند. با این حال، در اوت ۲۰۱۹ مشخص شد که استایلز این نقش را رد کرده‌است.
تصویربرداری اصلی به‌طور رسمی در استودیوهای پاین‌وود در ایور، انگلستان در ۳۰ ژانویه ۲۰۲۱ آغاز شد. صحنه‌های مک‌کارتی سرانجام در آوریل ۲۰۲۱ شروع به فیلمبرداری کرد. در ۶ آوریل، اعلام شد که فیلمبرداری اضافی در تابستان در ساردینیا، ایتالیا، در مجموع «تقریباً سه ماه» انجام می‌شود. در ژوئن ۲۰۲۱، به دلیل ابتلای چندین خدمه فیلم به کووید -۱۹، تولید موقتاً متوقف شد. فیلمبرداری حدود یک هفته بعد از سر گرفته شد و به‌طور رسمی در ۱۱ ژوئیه ۲۰۲۱ به پایان رسید. در ۳۰ دسامبر ۲۰۲۱، هالی چند عکس جدید از پشت صحنه مجموعه پری دریایی کوچولو را به اشتراک گذاشت که نگاهی اجمالی به هالی بیلی در نقش آریل را نشان می‌داد. این بازیگر برای به پایان رساندن سال خود وارد اینستاگرام شد و عکس‌هایی از لحظات فیلمبرداری پری دریایی کوچک را به اشتراک گذاشت. عکس اول فیلمنامه فیلم را نشان می‌داد که برای جلوگیری از اسپویل تار بود، اما همچنان نام شخصیت او «آریل» را با چاپ پررنگ نشان می‌داد. یکی از عکس‌ها او را در حال شنا در آب‌های ساردینیا نشان می‌دهد، در حالی که عکس دیگری روند ساخت فیلم با استفاده از CGI را نشان می‌دهد. این فیلم قرار است در ۲۶ می ۲۰۲۳ در ایالات متحده توسط استودیو سینمایی والت دیزنی اکران شود.